# Grammomys ibeanus
Grammomys ibeanus је врста глодара из породице мишева (Muridae).

## Распрострањење
Ареал врсте покрива средњи број држава. Врста је присутна у Судану, Замбији, Кенији, Танзанији, Малавију, Уганди и (непотврђено) Мозамбику.

## Станиште
Станиште врсте су шуме. Врста је по висини распрострањена од 1.900 до 3.600 метара надморске висине.

## Угроженост
Ова врста није угрожена, и наведена је као последња брига јер има широко распрострањење.